# Rednex
Rednex er et svensk techno/folk/bluegrass band. De nåede international berømmelse med deres coverversion af sangen "Cotton-Eyed Joe" i 1994. De var særligt populære i Tyskland,[kilde mangler] hvor de har rekorden for flest uger (25) som #1 på German singles chart[kilde mangler] løbet af de sidste 30 år med hits som "Old Pop in an Oak", "The Spirit of the Hawk”, and "Wish You Were Here". Sidstnævnte er blevet indspillet i en coverversion af Blackmore's Night på deres album Shadow of the Moon fra 1997.

## Historie

### 1994-1999: formation, og Cotton Eye Joe

#### Formation og Rednex-navnet
Rednex var til at starte med tænkt på af de svenske producere Janne Ericsson, Örjan "Öban" Öberg, and Pat Reiniz,
der besluttede sig for at mixe amerikansk folkemusik med eurodance. Navnet "Rednex" blev valgt som en bevidste stavefejl af ordet "Redneck".[kilde mangler]

#### "Cotton Eye Joe" og første album
I 1994 bearbejdede Rednex den traditionelle folkesang "Cotton-Eyed Joe" som et dance-nummer, det blev et internationalt hit. Et debutalbum ved navn Sex & Violins efterfulgte og gav flere europæiske hitsingler, herunder up-tempo-sangen "Old Pop in an Oak" og balladen "Wish You Were Here". Men "Cotton Eye Joe" er stadig gruppens eneste hit i USA.

#### Medlemmer (1990'erne)
Det Rednex line-up der startede gruppen, som det ses i videoen til "Cotton Eye Joe", bestod af figurerne Mary Joe (aka Karin Annika Ljungberg, der sang det meste af den kvindelige vokal på Sex & Violins), Ken Tacky, Bobby Sue, Billy Ray og Mup (aka Pat Reiniz). Kort efter udgivelsen af "Cotton Eye Joe", blev figuren Mup erstattet af BB Stiff.
I 1996 blev den kvindelige forsanger, Mary Joe, fyret, til dels på grund af uoverensstemmelser med de andre gruppemedlemmer, og forsøgte sig herefter med en solokarriere. Resten af bandet tog en pause fra liveoptrædener og startede med at arbejde på nyt materiale..
Whippy (aka Mia Löfgren) blev den nye kvindelig vokalist i 1998. I 1999 forlod Ken Tacky gruppen, hvilket reducerede antallet af mandlige kunstnere fra fire til tre.

## Diskografi

### Studiealbums
| Sex & Violins              | - Udgivelsesdato: 27. februar 1995 - Pladeselskab: Battery/Zomba Records - Format: CD, kassette | 2  | 37 | 14 | 27 | 2 | 21 | 3  | 1  | 146 | 68 | - ØST: Platin - CAN: Platin - FIN: Platin |
| Farm Out                   | - Udgivelsesdato: 21. november 2000 - Pladeselskab: Jive Records - Format: CD, kassette         | 34 | —  | —  | —  | — | —  | 60 | 16 | —   | —  |                                           |
| "—" nåede ikke hitlisterne |                                                                                                 |    |    |    |    |   |    |    |    |     |    |                                           |

### Opsamlingsalbum
| Titel                | Detaljer                                                                           |
| -------------------- | ---------------------------------------------------------------------------------- |
| The Best of the West | - Udgivelsesdato: 10. februar 2003 - Pladeselskab: Jive Records - Format: CD, hent |

### Singler
| År                         | Single                     | Højeste hitlisteplacering | Højeste hitlisteplacering | Højeste hitlisteplacering | Højeste hitlisteplacering | Højeste hitlisteplacering | Højeste hitlisteplacering | Højeste hitlisteplacering | Højeste hitlisteplacering | Højeste hitlisteplacering | Højeste hitlisteplacering | Certificering | Album                |
| År                         | Single                     | ØST                       | FIN                       | TYS                       | IRL                       | HOL                       | NOR                       | SVE                       | SCH                       | UK                        | US                        | Certificering | Album                |
| -------------------------- | -------------------------- | ------------------------- | ------------------------- | ------------------------- | ------------------------- | ------------------------- | ------------------------- | ------------------------- | ------------------------- | ------------------------- | ------------------------- | --- | -------------------- |
| 1994                       | "Cotton Eye Joe"           | 1                         | 1                         | 1                         | 2                         | 1                         | 1                         | 1                         | 1                         | 1                         | 25                        | - ØST: Platinum - TYS: 2× Platinum - HOL: Gold - NOR: 2× Platinum - SCH: Platinum - SVE: Platinum - UK: Gold - US: Gold | Sex & Violins        |
| 1994                       | "Old Pop in an Oak"        | 1                         | 1                         | 2                         | 11                        | 11                        | 1                         | 1                         | 2                         | 12                        | —                         | - ØST: Platinum - TYS: Platinum - NOR: Platinum - SCH: Gold                                                             | Sex & Violins        |
| 1995                       | "Wish You Were Here"       | 1                         | 6                         | 1                         | —                         | 26                        | 1                         | 3                         | 1                         | —                         | —                         | - ØST: Gold - TYS: Platinum - SCH: Gold                                                                                 | Sex & Violins        |
| 1995                       | "Wild 'N Free"             | 12                        | 11                        | 18                        | —                         | —                         | —                         | 37                        | 24                        | 55                        | —                         | | Sex & Violins        |
| 1995                       | "Rolling Home"             | 18                        | —                         | 42                        | —                         | —                         | —                         | 32                        | —                         | 90                        | —                         | | Sex & Violins        |
| 1997                       | "Riding Alone"             | —                         | —                         | —                         | —                         | —                         | —                         | —                         | —                         | —                         | —                         | | Sex & Violins        |
| 1999                       | "The Way I Mate"           | 22                        | —                         | 34                        | —                         | 58                        | —                         | 22                        | 37                        | —                         | —                         | | Farm Out             |
| 2000                       | "The Spirit of the Hawk"   | 1                         | —                         | 1                         | —                         | 78                        | —                         | 10                        | 3                         | —                         | —                         | - ØSTatinum - TYS: 3× Gold - SCH: Gold                                                                                  | Farm Out             |
| 2000                       | "Hold Me for a While"      | 16                        | —                         | 25                        | —                         | —                         | —                         | —                         | 19                        | —                         | —                         | | Farm Out             |
| 2001                       | "The Chase"                | 44                        | —                         | 65                        | —                         | —                         | —                         | —                         | 54                        | —                         | —                         | | The Best of the West |
| 2002                       | "Cotton Eye Joe" (remix)   | 32                        | —                         | 83                        | —                         | —                         | —                         | —                         | —                         | —                         | —                         | | The Best of the West |
| 2006                       | "Mama Take Me Home"        | —                         | —                         | —                         | —                         | —                         | 3                         | —                         | —                         | —                         |                           | | Ikke fra et album    |
| 2006                       | "Fe Fi (The Old Man Died)" | —                         | —                         | —                         | —                         | —                         | —                         | 4                         | —                         | —                         | —                         | | Ikke fra et album    |
| 2007                       | "Anyway You Want Me"       | —                         | —                         | —                         | —                         | —                         | —                         | 8                         | —                         | —                         | —                         | | Ikke fra et album    |
| 2007                       | "Looking for a Star"       | —                         | —                         | —                         | —                         | —                         | —                         | 4                         | —                         | —                         | —                         | | Ikke fra et album    |
| 2008                       | "Railroad, Railroad"       | —                         | —                         | —                         | —                         | —                         | —                         | —                         | —                         | —                         | —                         | | Ikke fra et album    |
| 2008                       | "Football Is Our Religion" | —                         | —                         | 59                        | —                         | —                         | —                         | 1                         | —                         | —                         | —                         | | Ikke fra et album    |
| 2010                       | "Devil's on the Loose"     | —                         | —                         | —                         | —                         | —                         | —                         | —                         | —                         | —                         | —                         | | Ikke fra et album    |
| 2012                       | "Racing"                   | —                         | —                         | —                         | —                         | —                         | —                         | —                         | —                         | —                         | —                         | | Ikke fra et album    |
| 2012                       | "The End"                  | —                         | —                         | —                         | —                         | —                         | —                         | —                         | —                         | —                         | —                         | | Ikke fra et album    |
| "—" nåede ikke hitlisterne |                            |                           |                           |                           |                           |                           |                           |                           |                           |                           |                           | |                      |